# المرأة الجزائرية في فرنسا
يوجد في فرنسا عدد هائل من أفراد السكان ذوي أصول جزائرية . وسبب ذلك هجرة عدد كبير إلى فرنسا بعد مغادرتها للجزائر منذ عام 1960. فهناك عدد كبير من الجزائريين الذين كانوا مجنديين مع فرنسا في حروبها التي مرت بها، و عمال كثيرون عملوا مع الفرنسيين أثاء الاستمار في الجزائر و في الاستقلال إختاروا مواصلة مهنهم في فرنسا.

## نظرة عامة
توجد كثير من المقالات تطعن في بعض المواقف مع المرأة الجزائرية في فرنسا، مثل منع الحجاب في المدراس؛ و هذا ربما يستغله البعض بأنّ الحكومات الفرنسية المتعاقبة متشددة شئيا ما في هذه المسائل، كذلك فيه أخبار تدل على مساندة المرأة المتحجة في أماكن العمل في فرنسا من قبل العادلة الفرنسية.
فلا يشك عاقل أن بلد ذو صروح ثقافية وعلمية و صناعية فيه حقوق الإنسان سائدة من تعليم وتربية أن يهضم حق من حقوق المرأة؛ إلا لأسباب قاهرة و غالبة.